# 傑克遜鎮區 (堪薩斯州麥克弗森縣)
傑克遜鎮區（英語：Jackson Township）為美國堪薩斯州麥克弗森縣轄下的鎮區。2010年美国人口普查中此鎮區人口有180人。

## 地理
傑克遜鎮區涵蓋總面積為93.4平方（36.07平方英里），其中陸地面積為93.0平方（35.89平方英里），水域面積為0.47平方（0.18平方英里）或0.50%。

## 人口統計
根據2010年美國人口普查，傑克遜鎮區人口有180人，其中男性有95人，女性有85人，人口密度為每平方公里1.93人，住房計77戶。鎮區內的白人有177人，非裔美國人有0人，美洲原住民有1人，亞裔美國人有0人，太平洋島裔美國人有0人，其他種族有0人，混血種族則有2人。此外鎮區內有7人為西班牙裔或拉丁裔美國人。此鎮區之年齡中位數為49.8歲，而男性年齡中位數為50.1歲，女性年齡中位數為48.5歲。

## 交通

### 主要公路
- 56號美國國道